# Tawhitia
Tawhitia is een geslacht van vlinders van de familie grasmotten (Crambidae).

## Soorten
- T. glaucophanes Meyrick, 1907
- T. pentadactylus (Zeller, 1863)